# 威远将军
威远将军，中国古代杂号将军名。
三国孙吴置威远将军。权任很重，孙邵以丞相兼任威远将军。三国曹魏、两晋时地位稍低，五品，掌征伐。十六国西凉沿置威远将军。北魏孝文帝太和十七年（493年）职员令定为五品中，太和二十三年（499年）改为从五品。北周沿置威远将军。麹氏高昌置威远将军，位在鹰扬将军之下。